# 元に戻す (ソフトウェア開発)
ソフトウェア開発（および、バージョン管理ソフトウェア開発プロセスを利用するコンテンツ編集環境、特にwiki ）では、元に戻す (英: reversion, reverting)とは、1つ以上の最近の変更を放棄して、手元にある資料の以前のバージョン（通常、アプリケーション開発の文脈でのソフトウェアソースコード、Web開発の文脈でのHTML、CSS、またはスクリプトコード、またはwikiの文脈でのコンテンツとそのフォーマット）に戻すこと。
元に戻す理由としては、以前の編集で発生したエラーの修正、新しい紛争が解決されるまで資料を論争のない状態に復元、スコープクリープを元に戻す、回帰テスト、ささいな悪意や破壊的な意図の復旧など、さまざまな理由がある。このプロセスは一般的に健全で、必要なものであることが合意されているが、その使用の特定のインスタンス化は、少なくとも変更が元に戻されるのと同じくらい物議を醸す可能性がある。